# Королевский тракт (Игра престолов)
«Королевский тракт» (англ. The Kingsroad) — второй эпизод первого сезона сериала канала HBO «Игра престолов». Премьера состоялась 24 апреля 2011 года. Сценарий написан создателями шоу Дэвидом Бениоффом и Д. Б. Уайссом, а режиссёром стал Тим Ван Паттен.

## Сюжет

### За Узким морем
По пути в Вэйс Дотрак Джорах Мормонт (Иэн Глен) раскрывает Визерису (Гарри Ллойд), что его изгнали за продажу пойманных им браконьеров в рабство. Визерис уверяет Джораха, что его бы не наказали, будь королём Визерис, и с нетерпением ждёт, когда кхал Дрого (Джейсон Момоа) даст ему войско.
Дейенерис (Эмилия Кларк) трудно привыкнуть к новому браку и кочевому образу жизни принявших её людей. Её единственное утешение — три окаменелых драконьих яйца, подарок Иллирио. Она явно в смятении и испытывает боль во время близости с Дрого. Чтобы чувствовать себя увереннее в супружеской жизни, она просит одну из служанок, бывшую куртизанку Дорею (Роксанна Макки), научить её, как ублажать мужа.

### На Севере
Бран (Айзек Хэмпстед-Райт) впал в кому после того, как Джейме Ланнистер сбросил его с башни. Отвесив несколько пощёчин своему племяннику принцу Джоффри (Джек Глисон) за то, что тот отказался принести соболезнования Старкам, Тирион Ланнистер (Питер Динклэйдж) сообщает своим родственникам, что, несмотря на падение, Бран выживет.
Наступает время прощаться, и семья Старков разделяется. Две дочери Неда отправляются с отцом в столицу. Джон Сноу (Кит Харингтон) отправляется служить вместе со своим дядей Бендженом (Джозеф Моул) на Стене в Ночном Дозоре. Тирион, желающий увидеть «край света», присоединяется к нему. Перед уходом Джон дарит меч своей сестре Арье (Мэйси Уильямс). Леди Кейтилин Старк (Мишель Фэйрли) страдает от скорого отъезда мужа и дежурит у постели Брана с момента его падения. Всегда недолюбливавшая Джона Кейтилин просит его уйти, когда он приходит попрощаться с Браном, а затем отчитывает Неда (Шон Бин) за то, что он оставляет её и уступает требованиям короля Роберта (Марк Эдди). Перед расставанием Джон спрашивает Неда о своей матери, и Нед обещает рассказать о ней при следующей встрече. Остановившись на обед, Роберт рассказывает Неду, что получил известие о свадьбе Дейенерис Таргариен с кхалом Дрого, и беспокоится о том, что Визерис может пересечь Узкое море с дотракийской армией и свергнуть его с помощью тех в Семи Королевствах, кто до сих пор признаёт право Таргариенов на трон и считает Роберта узурпатором.
Ночью, после отъезда Неда, в Винтерфелле вспыхивает пожар, и в последующей неразберихе наёмный убийца пытается убить Брана. Кейтилин удерживает нападающего, затем лютоволк Брана запрыгивает на убийцу и разрывает ему глотку. Покушение вызывает подозрения Кейтилин, и, найдя длинный белокурый волос в заброшенной башне, откуда упал Бран, она приходит к выводу, что в этом замешаны Ланнистеры. Посоветовавшись с самыми надёжными людьми — сыном Роббом (Ричард Мэдден), мейстером Лювином (Дональд Самптер), мастером по оружию сиром Родриком Касселем (Рон Донахи) и подопечным Старков Теоном Грейджоем (Альфи Аллен) — она решает тайком отправиться в Королевскую Гавань в сопровождении Родрика, чтобы предупредить мужа.

### На Стене
Джон и Тирион впервые видят Стену, прибывая с Бендженом и другими новобранцами. На пути к Стене Тирион и Джон обсуждают Ночной Дозор. Тирион быстро развенчивает романтические представления Джона о Дозоре как о благородном призвании сражаться с мифическими ужасами за Стеной (как было давным-давно), указывая, что сейчас это скорее свалка для нежелательных в Вестеросе людей — преступников, заключённых, бастардов.

### В Гостинице на Перекрёстке
По пути в Королевскую Гавань свита короля останавливается на отдых в Гостинице. Во время прогулки вдоль реки принц Джоффри (Джек Глисон) и Санса Старк (Софи Тёрнер) встречаются с Арьей, которая дерётся на палках со своим другом, сыном мясника Микой (Родри Хоскинг). Насмехаясь над мальчиком, Джоффри достаёт свой меч и требует дуэли якобы в наказание за то, что Мика случайно ударил знатную Арью. Мика и Арья отчаянно объясняют, что она сама попросила его сразиться для практики. Джоффри наслаждается болью и страхом сына мясника, Арья ударяет его, и Мике удаётся сбежать. В ярости Джоффри переключается на Арью и собирается ударить её своим мечом, когда её лютоволк Нимерия кусает его за запястье. Арья отбирает у Джоффри меч и бросает его в реку, прежде чем убежать в лес, где она просит Нимерию бежать и прячется до темноты.
Джоффри лжёт королевской свите и обвиняет Арью и её лютоволка в нападении на него. Не желая терять благосклонность суженого через публичное разоблачение его лжи, Санса утверждает, что ничего не помнит. Устав от мелочных пререканий, король Роберт отчитывает своего сына за то, что он позволил маленькой девочке обезоружить себя, и заявляет, что отцы сами накажут своих детей. Однако Роберт уступает требованиям Серсеи (Лена Хиди) и приказывает убить лютоволка. Так как Нимерия сбежала, принимается решение убить волчицу Сансы, Леди. Не сумев переубедить короля, Эддард сам берётся убить питомца Сансы. Идя на задворки гостиницы, он встречает телохранителя Джоффри, Сандора «Пса» Клигана (Рори Макканн), который загнал сына мясника и привёз его окровавленный труп принцу.
Эддард приближается к лютоволчице Леди и удерживает её, обнажая клинок. Опечаленный, он убивает лютоволчицу, издающую резкий крик боли. В этот момент, на Севере, Бран неожиданно выходит из комы и открывает глаза.

## Производство

### Сценарий

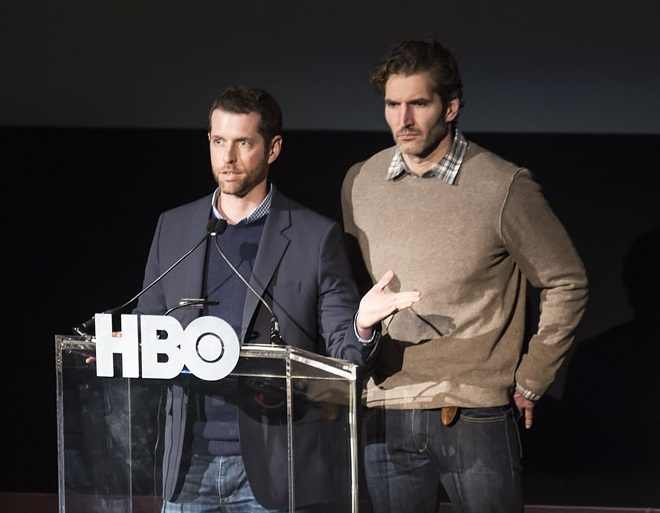
Сценарий к эпизоду написали создатели сериала Дэвид Бениофф и Д. Б. Уайсс.

Сценарий ко второму эпизоду, написанный создателями шоу и исполнительными продюсерами Дэвидом Бениоффом и Д. Б. Уайссом, основан на оригинальной книге Джорджа Р. Р. Мартина. «Королевский тракт» включает главы 10—11, 13—18 и 24 (Тирион I, Джон II, Эддард II, Тирион II, Кейтилин III, Санса I, Эддард III, Бран III, Дейенерис III).
Хотя в целом события эпизода следуют книге, есть и различия: не представлена делегация совета с сиром Барристаном и лордом Ренли, а разговор между Робертом и Эддардом происходит во время завтрака, а не в пути. Некоторые сцены написаны специально для сериала: разговор между Кейтилин и Серсеей у постели Брана с воспоминаниями о первом ребёнке королевы от Роберта, умершем в младенчестве от болезни (в романе, когда Нед откровенно говорит Серсее, что отец её детей — Джейме, она намекает, что свою первую беременность — от Роберта — прервала абортом), а также противостояние между Джейме и Джоном перед отъездом Джона к Стене.

### Кастинг
Эпизод отмечен первым появлением постоянной приглашённой актрисы Роксанны Макки, известной по роли Луизы Саммерс в британской мыльной опере канала Channel 4 «Холлиокс». Макки была выбрана из огромного количества кандидатов на роль Дореи, рабыни, служащей горничной Дейенерис.
Также в эпизоде впервые появляется британский музыкант Уилко Джонсон в роли палача Илина Пейна. Роль немого палача «Игры престолов» стала первой актёрской работой Джонсона.

### Места съёмок
Основные съёмки проходили на студии The Paint Hall. Сцены в Гостинице на Перекрёстке сняты в поместье Редхолл, в Бэлликэрри, в первые дни сентября 2010 года.

### Лютоволки
В «Королевском тракте» значительное количество сцен с участием лютоволков. В качестве представителей этого вымершего вида производственная команда планировала снимать настоящих волков, но законы безопасности Великобритании и тесный контакт с детьми-актёрами помешали этому. В итоге решили задействовать северных инуитских собак из-за их схожести с волками.
На протяжении эпизода собакам предстояло взаимодействовать с основными персонажами, что оказалось сложным. Актёр Шон Бин сообщил, что в финальной сцене, где лорд Эддард убивает Леди, животное было слишком напугано и не могло усидеть на месте. Пришлось продолжать репетиции, пока собака не почувствовала себя комфортно; съёмка фрагмента, который длится несколько минут, заняла около трёх часов.
Собаку Занни, сыгравшую Леди, после завершения сезона приютила семья Софи Тёрнер, исполняющей роль владелицы Леди, Сансы Старк.

## Реакция

### Рейтинги
Второй эпизод «Игры престолов» привлёк то же количество зрителей, что и первый, — 2,2 миллиона.

### Реакция критиков
Реакция критиков была благоприятной, хотя некоторые считали, что эпизод уступает первому. На сайте Rotten Tomatoes рейтинг эпизода 100%. Джеймс Хибберд из Entertainment Weekly счёл второй эпизод лучше первого, в то время как Морин Райан из TV Squad дала «Королевскому тракту» низшую оценку среди первых шести эпизодов.